# Guy-Marie Riobé
Guy-Marie Riobé, né le 24 avril 1911 à Rennes (Ille-et-Vilaine) et mort le 18 juillet 1978 au Grau-du-Roi (Gard), est un prêtre catholique français, nommé évêque d'Orléans le 23 mai 1963.

## Biographie
Né dans une famille bourgeoise et catholique d'Anjou, Guy Riobé est élevé dans une ambiance janséniste.
Entré au séminaire à 18 ans, il est ordonné prêtre 6 ans plus tard en juin 1935 et est nommé professeur. Il devient aumônier de la Jeunesse agricole catholique (JAC) mais ressent que la plupart des jeunes qu'il rencontre ont reçu la même éducation que lui et ne s'interrogent guère sur leur foi : « Quand j'allais dans les camps de jeunesse, c'était surtout pour y confesser et pour y célébrer la messe ».
Sa rencontre en 1945 avec un jésuite, le père Monier, est un déclic dans sa façon d'aborder son sacerdoce.
Nommé vicaire général de l'évêché d'Angers, en novembre 1951 par Henri Alexandre Chappoulie, il aide le syndicalisme et l'Action catholique ouvrière (ACO), puis rejoint les Fraternités des Petits Frères de Jésus.

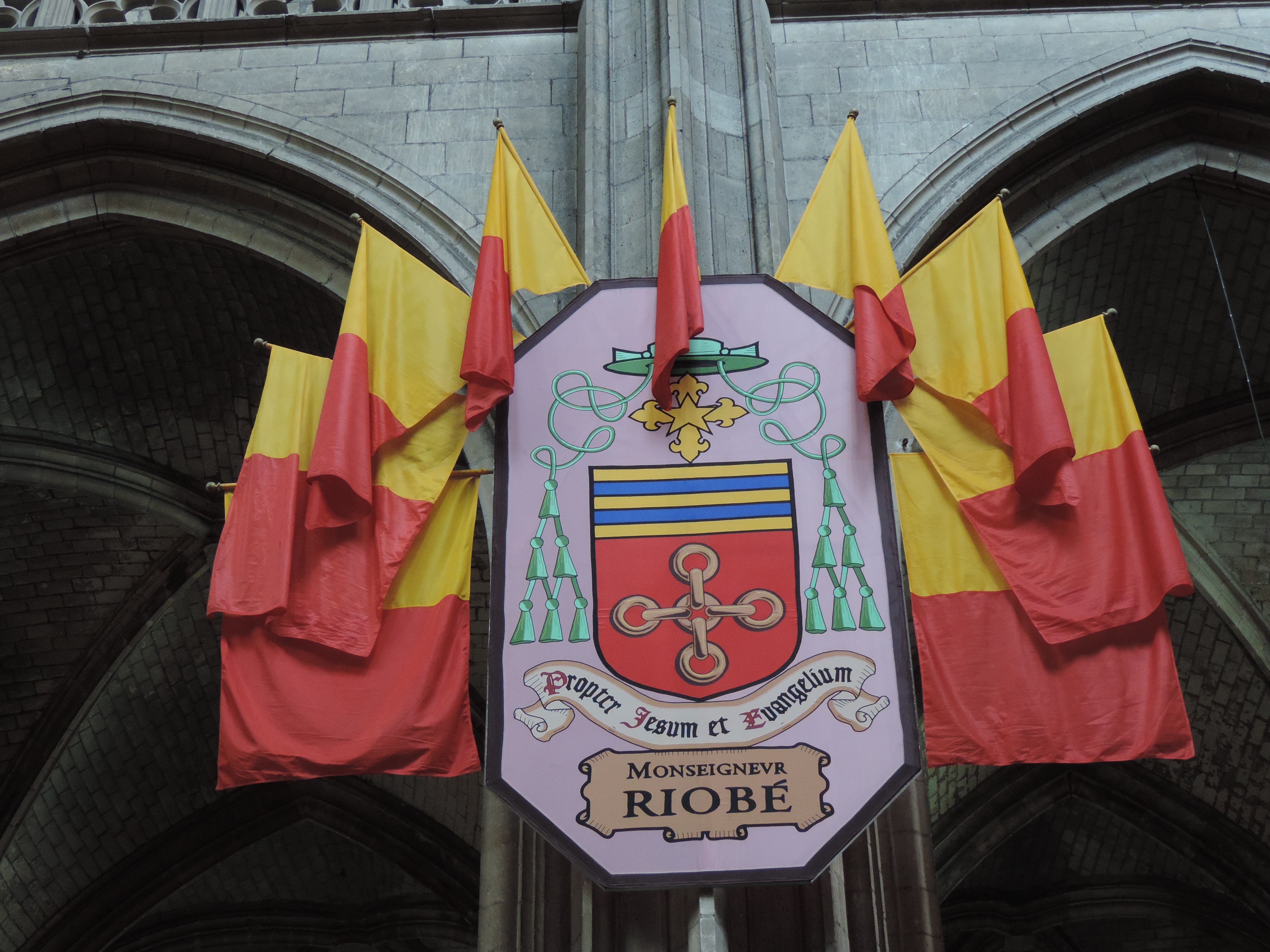
Armes de Guy-Marie Riobé

En 1963, il est nommé par le pape évêque d'Orléans et participe au Concile Vatican II.
Marqué par la spiritualité de Charles de Foucauld, Guy-Marie Riobé est stimulé par sa rencontre avec les peuples d’Afrique et d’Amérique latine. Ces rencontres lui font découvrir que « le christianisme est une fraternité, dans le partage et l'acceptation de la diversité des situations à travers le monde ».
Voulant être « Fils de l’Événement », il s’efforçe de vivre l’Évangile d’abord.
En février 1977, Le Monde intitule l'article que G.-M. Riobé lui a adressé, « L'Église invitée au courage ». En mars, en grande souffrance morale, il présente sa démission à Paul VI qui la refuse. 
L'année suivante, en juillet 1978, Le Monde publie sa confession de foi, « Comme une flamme en appelle une autre ».
Le cadavre de Guy-Marie Riobé est retrouvé le 18 juillet 1978 sur une plage du Grau-du-Roi, victime d'une crise cardiaque en se baignant. 

### Engagements à propos de la Défense nationale
En 1969, Guy-Marie Riobé comprend qu'il est aussi l'évêque de ceux dont l'Église est parfois si loin quand il témoigne au procès de trois objecteurs de conscience au tribunal d'Orléans,. En mai 1970, 3 000 personnes viennent écouter Hélder Câmara, évêque de Recife au Brésil, au Palais des sports d'Orléans et quelques semaines plus tard Guy-Marie Riobé soutient un jeûne de solidarité avec le Brésil contre la vente de Mirages français au régime dictatorial de ce pays. « Comment accepterions-nous de nous enrichir de la vente de ces armes à un pays où tant d'hommes sont privés de pain et de liberté ? ». Dans une homélie prononcée le 4 juin 1972 devant les membres du congrès départemental des anciens combattants victimes de la guerre et en présence du ministre des anciens combattants, Guy-Marie Riobé déclare : « Il serait en effet intolérable que les militaires soient victimes de l'incompréhension, voire de l'agressivité, des chrétiens au sein de nos communautés d'Église, il le serait tout autant d'en arriver à condamner sans appel ceux qui, par le moyen de la non-violence ou de l'objection de conscience, n'ont pas d'autre but que de faire leur le cri de plus en plus angoissé de l'humanité : Jamais plus la guerre ». Il fait paraître dans la presse une déclaration datée du 1er juillet 1973, intitulée "Non aux armes nucléaires" : « Aucun intérêt politique ou économique d'aucun peuple ne saurait justifier l'emploi de la bombe atomique. Prétendre que c'est une force de dissuasion, c'est supposer qu'on a l'intention de s'en servir si l'on est attaqué. On n'a pas le droit de nourrir pareil projet ».
Cela entraîne une polémique à laquelle participent des clercs catholiques et protestants, des hommes politiques et « des militaires déçus ou exaspérés ». L'amiral Marc de Joybert réplique à la télévision : « Eh bien ! moi, militaire au service de l'État, et donc au service du pouvoir politique, je dis halte-là, Messieurs de la prêtrise ! Voulez-vous, s'il vous plaît, vous mêler de vos oignons ! »,.
À son tour, l'abbé Albert Gau, ancien député, écrit : « Nous souhaitons qu'une immense clameur s'élève partout dans le monde contre cette monstruosité de l'arme nucléaire et nous espérons que la France donnera au monde un autre visage que celui d'aujourd'hui. ». Jacques Maury, président du Conseil national de l'Église réformée de France s'interroge : « Faut-il accepter qu'il n'y ait aujourd'hui d'autres possibilités de vie commune pour la famille humaine que dans ce que l'on appelle « l'équilibre de la terreur » ? Le caractère insensé de l'expression même devrait suffire à nous contraindre à une sérieuse interrogation ! Et si vraiment une authentique « défense nationale » est à ce prix, ne faut-il pas d'urgence se demander s'il n'y a réellement pas d'autres possibilités de sécurité collective ? Les Églises sortent-elles de leur rôle de témoins de l'amour de Dieu pour tous les hommes en posant de telles questions ? ».
Le père Bruckberger fait appel à Charles Martel, Jeanne d'Arc et Charles Péguy et il dénonce : « C'est une imposture de l'esprit que de prétendre que, dans la circonstance concrète où, nous nous trouvons, la paix de la France, c'est-à-dire sa sécurité, passe par le désarmement nucléaire, tant que les deux superpuissances gardent intacts leurs armements nucléaires. ».

## Œuvres (choisies)
- Guy-Marie Riobé, Projet d'Église : une Église libre qui ose, Paris, Éditions du Cerf, 1979 (OCLC 5604800)
- Guy-Marie Riobé, La Passion de l'Évangile, Paris, Éditions du Cerf, 1978 (OCLC 5673281)
- (de) Guy-Marie Riobé, Diskussion um den Priester : Briefe an Bischof Riobé, Salzburg, Otto Müller Verlag, 1974 (OCLC 1911432)
- Guy-Marie Riobé et Olivier Clément, La liberté du Christ : entretiens avec Olivier Clément, Paris, Stock/Cerf, 1974 (OCLC 1819000)[25]
- Guy-Marie Riobé, Lettres au père Riobé, Paris, Éditions du Cerf, 1973 (OCLC 1111603)